# Corona austrohúngara
La corona austrohúngara (Krone en alemán; korona en húngaro) fue la moneda oficial del Imperio austrohúngaro desde 1892 (cuando reemplazó al gulden/florín al adoptarse el patrón oro) hasta la disolución del imperio en 1918. La subunidad era un centésimo (1⁄100) de la unidad principal, y era llamada heller en Austria y fillér en Hungría.

## Nombre

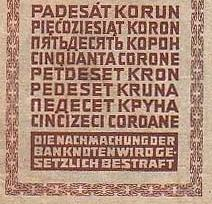
Indicación del valor en un billete de 50 coronas de 1914

El nombre oficial de la moneda era Krone (plural: Kronen) en Austria y korona en Hungría. Sin embargo, los nombres de la moneda en los idiomas de las minorías étnicas que habitaban el imperio también fueron reconocidos y aparecieron en el papel moneda: koruna (plural: korun) en checo, korona (plural: koron) en polaco, корона (plural: корон) en ucraniano, corona (plural: corone) en italiano; krona (plural: krone) en esloveno, kruna (plural: kruna) en croata, круна (plural: круна) en serbio y coroană (plural: coroane) en rumano. A veces su nombre en latín, corona (plural: coronae), también fue usado. Su nombre en inglés es crown.
El símbolo de la moneda era su abreviatura: K., o a veces Kr.

## Historia

### Introducción
Después de varios anteriores intentos el Imperio austrohúngaro adoptó el patrón oro en 1892 según el plan de Sándor Wekerle, ministro de Hacienda. Este plan incluyó la introducción de una nueva moneda, la corona. Esta estaba dividida en 100 Heller (Austria) o Fillér (Hungría). El valor de la corona que se fijó fue de 2 coronas = 1 Gulden (florin, o forint en húngaro), moneda anterior basada en la plata. De 1900 en adelante, la corona fue el único papel moneda legal del Imperio.

### Primera Guerra Mundial
El valor de la moneda se devaluó como consecuencia de la Primera Guerra Mundial, principalmente por la guerra. Los precios de consumo aumentaron considerablemente durante la guerra.

## Tipo de cambio histórico y precios
| 1 kilogramo de oro = 3280 Kr. 1 Kr = 1.05 francos suizos, 0.8505 marcos alemanes. 1 libra esterlina = 24 Kr. 1 Kr = 0.7936 marcos alemanes. 1 libra esterlina = 23.97 Kr. "Kronenzeitung" (periódico) = 4 hellers. 1 Kr = 0.8471 marcos alemanes (26 de marzo). 1 Kr = 0.8479 marcos alemanes. 1 Kr = 1.05 francos suizos = 1.05 francos franceses = 1.05 liras italianas = 1.05 lei rumanos (Unión Monetaria Latina). 1 dólar estadounidense = 4.96 Kr. 1 Kr = 0.8481 marcos alemanes. 1.5 kilogramo de azúcar = 1 Kr. 1 billete de tranvía (Viena) = 19 hellers. | 1 dólar estadounidense = 5.08 Kr. 1 dólar estadounidense = 6.50 Kr. 1 Kr = 0.7143 marcos alemanes. 1 dólar estadounidense = 7.95 Kr. 1 Kr = 0.6897 marcos alemanes. 1 Kr = 0.6493 marcos alemanes. 1 billete de tranvía (Viena) = 40 hellers. "Salzburger Volksbote" (periódico) - enero = 14 hellers. "Illustrierte Kronenzeitung" (periódico) - noviembre = 8 hellers. 1 Kr = 0.5 marcos alemanes (noviembre) "Telegraf" (periódico) - diciembre = 10 hellers. 1 dólar estadounidense = 16.1 Kr (enero). "Illustrierte Kronenzeitung" - enero - junio = 10 hellers. "Illustrierte Kronenzeitung" - julio - diciembre = 12 hellers. 100 Kr = 11.60 francos suizos (agosto). 1 Kr = 0.3125 marcos alemanes (octubre) 4 Kr = 1 dinar yugoslavo = 2 lei rumanos (noviembre). 100 Kr = 2.75 francos suizos (diciembre). 2,000 Kr = 1 franco suizo (marzo) |

## Monedas
Las monedas de la corona austrohúngara fueron acuñadas con diseño diferente (pero con los mismos parámetros técnicos) en Austria y en Hungría.

### Austria
Las monedas austríacas fueron acuñadas en Viena. Se acuñaron monedas de 1, 2, 10 y 20 heller y de 1, 2, 5, 10, 20 y 100 coronas (la forma latina del nombre, corona, era usada para las monedas).

### Hungría
Las monedas húngaras fueron acuñadas en la famosa casa de la moneda de Körmöcbánya (ahora Kremnica, Eslovaquia). Se acuñaron monedas de 1, 2, 10 y 20 fillér y de 1, 2, 5, 10, 20 y 100 coronas.

## Papel moneda

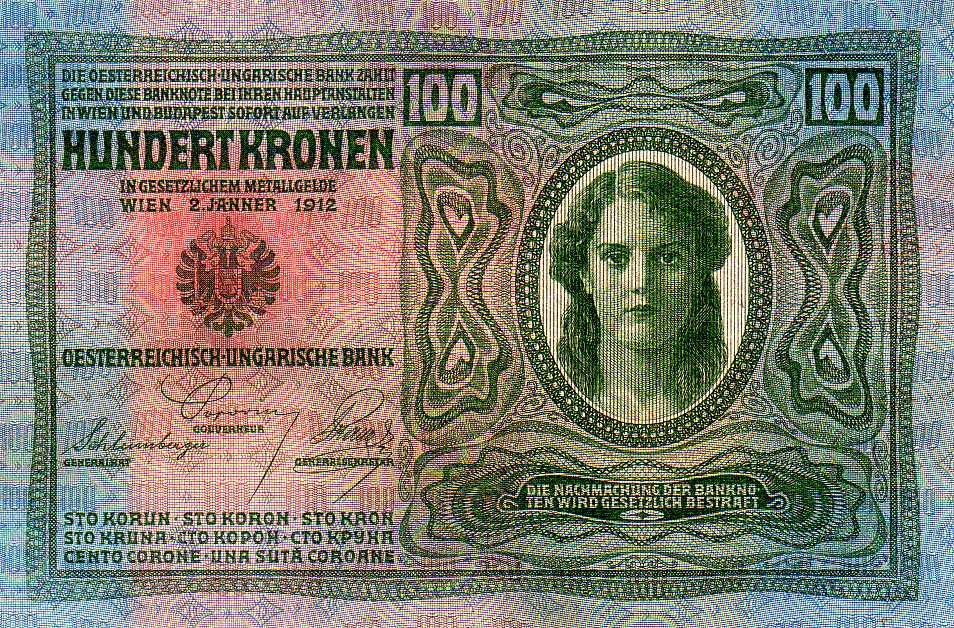
Billete de 100 coronas del año 1912

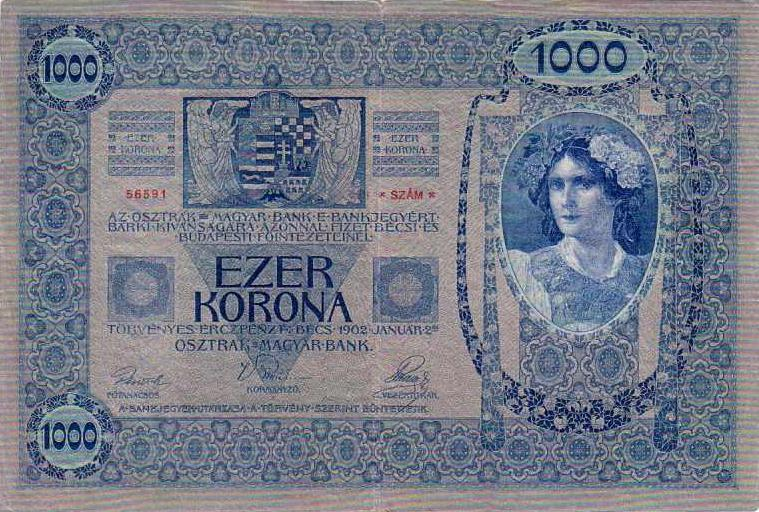
Billete de 1000 coronas del año 1902

Los billetes de coronas austrohúngaras fueron diseñados e impresos en Viena desde el año 1900. Todos los billetes emitidos por el Banco austrohúngaro eran bilingües, y el valor se indicaba también en idiomas de minorías étnicas. Los mismos billetes fueron usados durante toda la monarquía. Hasta la Primera Guerra Mundial, todos los billetes tenían un lado en idioma alemán y el otro en húngaro; durante la guerra, algunos billetes fueron emitidos con textos en ambos idiomas en un lado.  Los más importantes diseñadores fueron: Koloman Moser, Rudolf Rössler, Josef Pfeiffer, y László Hegedűs, y uno de los grabadores fue Ferdinand Schirnböck.